# Arthur Hugenschmidt

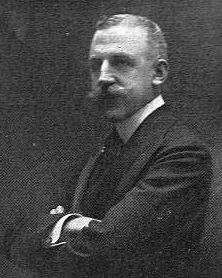
Arthur Christophe Hugenschmidt (1862–1929)

Arthur Hugenschmidt (* 22. September 1862 in Paris; † 7. September 1929 ebenda) war ein französischer Zahnmediziner.

## Leben
Offiziell waren die Eltern Christopher Hugenschmidt (1826–1893), ein Mitarbeiter am kaiserlichen Hof, und Elizabeth Hauger (1825–1915), die beide aus Schlierbach im Elsass stammten. Einem Gerücht von Duroselle zufolge gilt er als Sohn von Napoleon III. und Virginia Oldoini, wenngleich sich der Vater nie dazu bekannte. Er studierte Zahnmedizin an der Universität Paris und ab 1885 an der University of Pennsylvania, an der er 1887 promoviert wurde. Mit einer am noch jungen Institut Pasteur verfassten Arbeit wurde er darüber hinaus 1896 in Paris promoviert. Bereits während seiner Zeit in Amerika  verfasste er Artikel zur Zahnmedizin, Berichte zur Hygienesituation in den Vereinigten Staaten und zur Medizinerausbildung. Für das vielbändige Traité de thérapeutique von Albert Robin steuerte er das Lemma Stomatologie bei, den zentralen Artikel zur Zahnmedizin. Hugenschmidt war Pionier auf dem Gebiet der Zahnimplantate, gehörte zu den ersten Anwendern und Forschern im Bereich der anästhetischen Wirkung von Kokain.
Als Schüler, Mitarbeiter und Nachfolger von Thomas W. Evans war er Zahnarzt der Pariser Prominenz. Zu seinen Patienten gehörten Stéphane Mallarmé, Lucien Daudet, Robert de Montesquiou, Gaston Doumergue und Georges Clemenceau.
Arthur Hugenschmidt wurde 1909 zum Ritter und 1924 zum Offizier der Ehrenlegion ernannt.

## Publikationen
- An essay on the etiology of exostosis dentium. Thesis, University of Pennsylvania, 1885.
- Experimental studies upon man of the actions specifically of hyoscine hydrobromate, nitroglycerine, hydrocyanic acid, etc and certain physiological conditions upon the circulation as shown by the sphygmograph. Thesis, University of Pennsylvania, 1887.
- Des Complications infectieuses buccales et dentaires de la grippe pendant les épidémies de 1889–90 et 91–92. Bataille, Paris 1892.
- Des Injections tropacocaïniques comme anesthésique local en chirurgie buccale. Bataille, Paris 1893.
- Étude expérimentale des divers procédés de défense de la cavité buccale contre l’invasion des bactéries pathogènes. Steinheil, Paris 1896. Zugleich Dissertation, verteidigt am 24. Juni 1896.